# Kőszeghi-Mártony Károly
Kőszeghi-Mártony Károly (Sopron, 1783. március 12. – Brünn, 1848. július 21.) építőmérnök, hadmérnök, feltaláló. A földnyomáselméletek első magyarországi kutatója, a kísérleti talajmechanika megalapítója, a sűrített levegőt használó „életmentő készület” (légzőkészülék) és a gulyáságyú feltalálója volt.

## Életútja
Szülővárosában végzett középiskolai tanulmányai után a bécsi hadmérnöki akadémiát is elvégezte. Az osztrák császári hadsereg tisztjeként közreműködött különféle hadmérnöki munkákban. Előbb a Földvár és Ercsi környéki sáncművek építési munkálataiban vett részt, majd a bécsi Schotten Bastion tervezésébe és építési munkálatainak irányításába fogott. 1831-től ezredesi rangban felügyelte a franzensfestei erőd építését (ma Fortezza, Olaszország). 1845-ben táborszernaggyá léptették elő.

## Munkássága
Hadmérnöki tevékenysége mellett jelentős volt elméleti és gyakorlati építőmérnöki, talajmechanikai munkássága, Magyarországon elsőként foglalkozott földnyomáselméletekkel, a talaj tömegéből és helyzetéből eredő, az épített szerkezetekre gyakorolt nyomás vizsgálatával. Kutatásai eredményeként meghatározta a földnyomás nagysága és eloszlása, valamint a talaj különböző fizikai tulajdonságai, például a testsűrűség, a kohézió és a csúszási súrlódás közötti összefüggéseket. Elméletei alátámasztásául nagy léptékű modellkísérleteket is végzett, amelyek helyességét az 1920-as években igazolták. Emellett írásaiban áttekintette a földnyomáselméletek történetét, ismertetve többek között Charles Augustin de Coulomb idevágó eredményeit.
Több hadászati jelentőségű találmány fűződik a nevéhez. 1828-ban bízták meg egy olyan életvédő készülék megtervezésével, amely használóját meg tudja védeni az aknafolyosót elárasztó lőporgázoktól. 1829-ben elkészítette sűrített levegővel működő légzőkészülékét. A szerkezet több részből állt. 6 literes acélpalackjában 2 millió pascalos (azaz 20 baros) nyomáson 120 liternyi levegőt tároltak. A palackot egy, az alján levő szelepen keresztül lehetett feltölteni. Ebből két hajlékony cső vezetett az úgynevezett angol csapig. A csövek egyikén a sűrített levegő áramlott, a másikat kiegyensúlyozás végett ónnal töltötték fel. A palackból áramló levegő mennyiségét egy kis csavarral lehetett szabályozni, a beáramló oxigén pedig a csap másik végéből a sisakba vezető csőben elhelyezett kis sípon áthaladva éles hangot adott ki. Ha az áthaladó levegő mennyisége elégséges volt, a síp tiszta és éles hangot hallatott, míg ha a sípolás gyenge és szaggatott volt, akkor a viselőjének el kellett hagynia a füsttel teli helyiséget, mert a palack kiürülőben van. Elengedhetetlen része volt a találmánynak a kecskebőrsisak, melynek első része zacskó formájúra lett kialakítva. A maszk arctól legtávolabbi részére áramlott a levegő, mert így a kilélegzetnek volt ideje keveredni a beáramló levegővel. Így kevesebb oxigént fogyasztott a viselő, amivel megnövelte a mérges gázokkal telt levegőjű környezetben tölthető időt. A felesleges levegő a nyaknál található rögzítőszalagnál tudott távozni, de mivel a készülékben egy atmoszféránál nagyobb nyomás tartózkodott, a mérges gázok nem tudtak behatolni a sisakba. A kecskebőre egy szemüveget is szereltek, tájékozódás céljából. A készülék használója 25-30 percen keresztül tartózkodhatott akár mérges gázokkal telített levegőjű helyen is. Találmányát, illetve annak működési elvét a várostromok során robbantásokat végző aknászok, a későbbiekben pedig bányamentők, tűzoltók és könnyűbúvárok is eredményesen alkalmazták. A készülék egyik példánya a budapesti Tűzoltó Múzeumban megtalálható. Több forrásban tévesen a gázálarc feltalálását kötik a nevéhez, holott az működési elvében jelentősen eltér a környezeti levegőtől függetlenített, sűrített levegővel táplált légzőkészüléktől. Ugyancsak ő találta fel a mozgó tábori főzőkészüléket, közismertebb nevén a gulyáságyút is.

## Társasági tagságai és elismerései
1847-ben megválasztották a Magyar Tudós Társaság levelező tagjává, de más irányú elkötelezettségeire hivatkozva megválasztását követően, 1848-ban a tagságot nem fogadta el.

## Főbb művei
- Versuche über den Seitendruck der Erde. Wien, 1828
- Beschreibung eines Rettungsapparat. Wien, 1833

## További irodalom
- Jáky József: Kőszeghi Mártony Károly, az első magyar földnyomáskutató emlékezete. in: Vízügyi Közlemények 1933.
- Irmédi-Molnár László: Kőszeghi-Mártony Károly. in: Soproni Szemle 1960.
- Köteles Viktória: 88 magyar találmány Sanoma Media, Budapest, 2013